# Zastopnik
Zastopnik je oseba, ki na podlagi pooblastila drugega (komitent) zanj opravlja posle; praviloma odplačno. Posle opravlja v tujem imenu za tuji račun.
Za opravljeni posel zastopnik dobi provizijo.
Poznamo blagovne in storitvene zastopnike. Blagovni zastopniki lahko posredujejo ali sklepajo posle glede nakupa ali prodaje. Storitveni zastopniki posredujejo zavarovalniške, nepremičninske, itd. posle.
Značilni zastopniki so zastopništva tujih podjetij (uvozniki), zavarovalni zastopniki, akviziterji.
Zastopnik je lahko direktni ali nedirektni:
- direktni (neposredni) zastopnik opravlja posle v imenu in na račun drugega. To mora vnaprej jasno pokazati oziroma mora biti očitno. Nasprotni stranki je jasno, da posluje z zastopanim, ne zastopnikom.
- indirektni (posredni) zastopnik sklene posle v svojem imenu in jih kasneje poračuna z zastopanim. Stranka z zastopanim nima nič; pogosto sploh ne ve, da obstaja (ti. slamnati zastopnik).

## Pravne posebnosti
Sklepanje pravnega posla z zastopnikom se ne razlikuje od sklepanja pravnega posla osebno z zastopanim.  Pravni posel zavezuje zastopanega in nasprotno stranko; zastopnika ne.
Problemi nastopijo, če zastopnik nima pooblastila ali ga prekorači.